# Comme è ddoce 'o mare - Napoli oggi Napoli ieri
Comme è ddoce 'o mare - Napoli oggi Napoli ieri è il trentunesimo album di Peppino Di Capri, pubblicato nel 1991.
L'album contiene la canzone Comme è ddoce 'o mare con cui il cantautore partecipò all'Eurovision Song Contest 1991

## Tracce
1. Comme è ddoce 'o mare – 3:07 (Giampiero Artegiani e Marcello Marrocchi; edizioni musicali Splash e Soul Trade Music)
2. 'O Sole – 4:35 (testo: Enrico Moscarelli – musica: Giuseppe Faiella; edizioni musicali Splash)
3. Dimane – 4:21 (Pino Daniele; edizioni musicali Splash)
4. Capri sempe blù – 3:47 (testo: Rino Giglio – musica: Peppe Vessicchio; edizioni musicali Splash)
5. Aiere – 2:53 (Claudio Mattone; edizioni musicali Splash)
6. Malafemmena – 2:45 (Antonio De Curtis; edizioni musicali La Canzonetta)
7. Maruzzella – 4:07 (testo: Enzo Bonagura – musica: Renato Carosone; edizioni musicali Leonardi)
8. Voce 'e notte – 4:02 (testo: Edoardo Nicolardi – musica: Ernesto De Curtis; edizioni musicali Ferdinando Bideri)
9. Maria Marì – 4:17 (testo: Vincenzo Russo – musica: Eduardo Di Capua; edizioni musicali Ferdinando Bideri)
10. Serenata napulitana – 3:32 (testo: Salvatore Di Giacomo – musica: Mario Pasquale Costa)

Durata totale: 37:26